# وليام جين
وليام جين (بالإنجليزية: William Jayne)‏ (و. 1826 – 1916 م) هو سياسي من الولايات المتحدة الأمريكية ولد في سبرينج فيلد، إلينوي.